# مايك بلوم (كرة سلة)
مايك بلوم (بالإنجليزية: Mike Bloom)‏ مواليد 14 يناير 1915 في نيويورك - الوفاة 05 يونيو 1993، كان لاعب كرة سلة أمريكي. بدأ مسيرته الاحترافية في سنة 1938. بلغ طوله 6 قدم 6 بوصة (2.0 م). اعتزل اللعب في 1949.

## المسيرة الاحترافية
لعب مع بالتيمور باليتس من سنة 1945 إلى 1948، ثم لعب مع بوسطن سيلتكس في سنة 1948، ثم لعب مع لوس أنجلوس ليكرز في موسم 1948–49، ثم لعب مع شيكاغو ستايغس في سنة 1949.

## روابط خارجية
- مايك بلوم على موقع إن بي أي (الإنجليزية)
- مايك بلوم على موقع سبورتس رفرنس (الإنجليزية)
- مايك بلوم على موقع ريلجم (الإنجليزية)
- مايك بلوم على موقع بروبوليرز (الإنجليزية)